# Yapacaní
Yapacaní est une ville du département de Santa Cruz en Bolivie située dans la province d'Ichilo. Sa population est de 26 270 habitants en 2012.
La ville est située à environ 130 kilomètres au nord-ouest de Santa Cruz de la Sierra via la route 4. Elle est limitrophe du département de Cochabamba, situé tout juste à l'ouest. 

## Démographie
Le tableau suivant présente l'évolution démographique de la municipalité de Yapacaní. 
| 1992  | 2001   | 2012   | 2022 |
| ----- | ------ | ------ | ---- |
| 8 585 | 14 589 | 26 270 | -    |